# Carlos Casares Mouriño
Pour les articles homonymes, voir Casares (homonymie) et Mouriño.
Cet article possède un paronyme, voir Carlos Casares (homonymie).
Carlos Casares Mouriño, né à Ourense le 24 août 1941 et mort à A Ramallosa (Nigrán) le 9 mars 2002 est un écrivain en langue galicienne, critique littéraire et homme politique. 
Il a fait ses études à Saint-Jacques-de-Compostelle, où il a pris contact avec des représentants du galléguisme, comme Ramón Piñeiro. Il a dirigé la maison d'édition Galaxia et le magazine Grial. Il a surtout cultivé le récit, mais a aussi collaboré avec plusieurs quotidiens, notamment La Voz de Galicia. La journée des lettres galiciennes (Día das Letras Galegas) de 2017 lui est consacrée,.

## Biographie
Fils de Francisco Casares Dacal et Manuela Mouriño Pérez, Carlos, le second de trois frères, est né dans une maison de la rue Cardenal Quevedo à Ourense, dans le sein d'une famille de classe moyenne. À l'âge de trois ans, la famille déménage à Xinzo de Limia, où son père était instituteur et où est né son petit frère Xabier (1945). Carlos a ainsi vécu sa petite enfance dans la campagne galicienne, fortement lié à la langue du pays, car bien que sa mère parlait castillan, dans l'environnement le galicien était la langue dominante.
Fils d'une famille à forts liens religieux (avec divers membres du clergé, dont l'archevêque Enrique Pérez Serantes), Carlos sera envoyé au Séminaire d'Ourense, où il a étudié les sciences Humaines entre les cours 1952-53 et 1956-57. Au cours de ces années, il a vécu une forte répression de la langue qui a suscité chez l'auteur un esprit inconformiste, ce qui apparaîtra dans sa première expérience littéraire, le journal El averno, qui était diffusé clandestinement. En conséquence, il quitte le Séminaire et suit des études de baccalauréat por libre, ce qui lui laissait beaucoup d'heures de liberté qu'il a investi dans ce que furent les débuts de sa création littéraire. Il a ainsi remporté le premier prix au Concours provincial de contes de Noël dans la capitale d'Ourense, qui lui a donné la possibilité de rencontrer l'intellectuel galléguiste Vicente Risco.
Ses études terminées, il s'installe À Saint-Jacques de Compostelle où il commence des études de Philosophie et Lettres, se spécialisant en Philologie romane, de 1961 à 1967. À l'Université, il prend contact avec Arcadio López-Casanova, et grâce à lui il fait la connaissance de Ramón Piñeiro, qui a exercé une grande influence sur lui, s'immergeant ainsi au cœur de la culture galicienne anti-franquiste. Cependant, tout ne se limitait pas au travail culturel. Carlos Casares a également fait partie de l'ADE (Association Démocratique des Étudiants) et FELIPE (Front de Liberation Populaire) où, selon l'auteur, « j'ai découvert le marxisme, et je me sentais marxiste ». Pendant ces années d'université il n'a pas pour autant négligé le champ littéraire. Il a publié plusieurs contes dans le journal Grial en 1965, et en 1967 est édité son premier roman, Vento ferido, par Editorial Galaxia dans la collection Illa Nova.

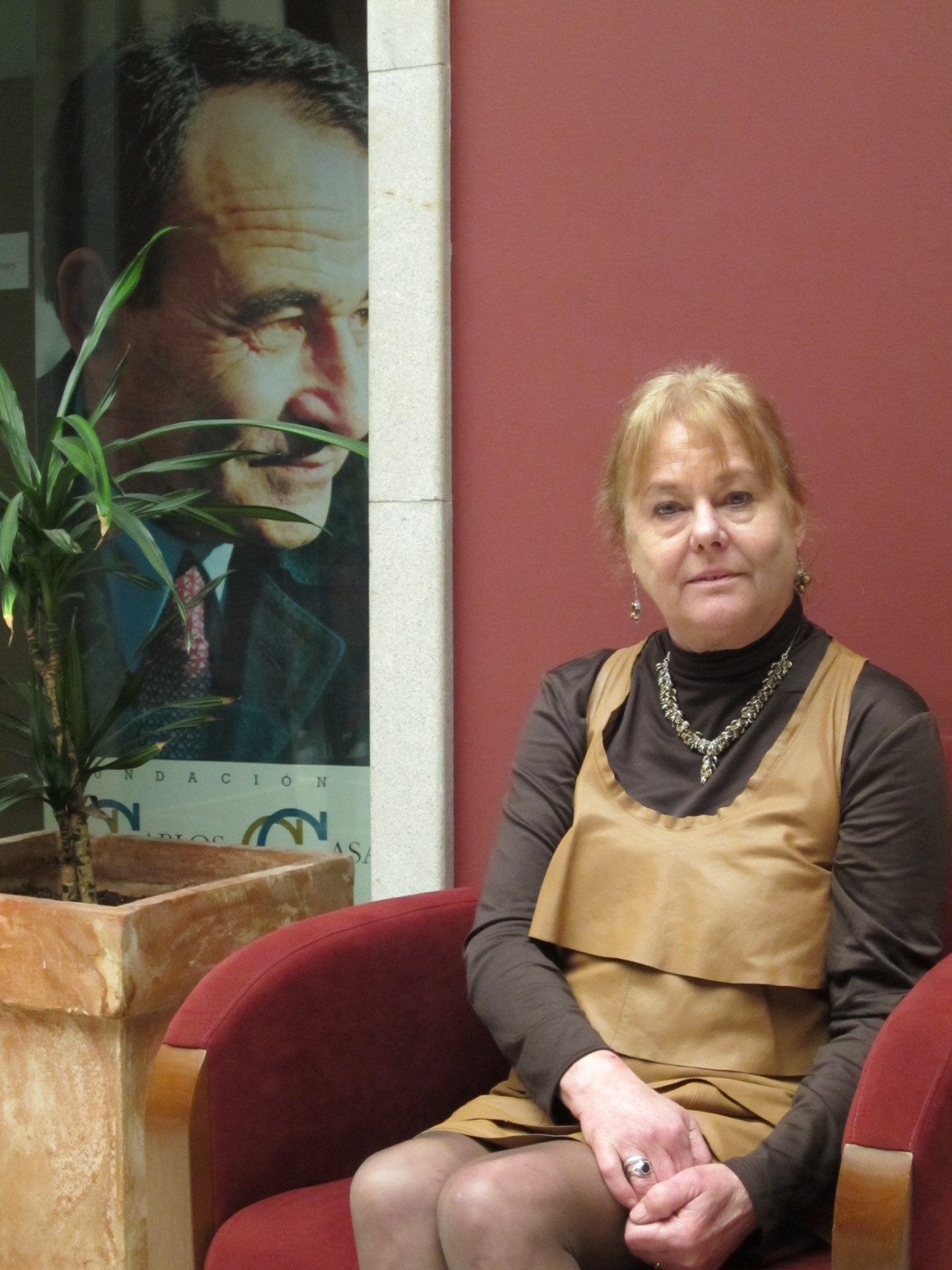
Kristina à la Fondation en 2012.

Ses études términées, il retourne à Xinzo de Limia dans l'attente de la convocation de concours. Pendant ce temps, il fait une demande pour entrer comme professeur au lycée d'Ourense, mais en 1969 il commence à travailler à Viana do Bolo en tant que professeur adjoint au Collège Libre Associé. Dans la même année il publie Cambio en tres, un roman où il expérimente avec différentes techniques d'avant-garde. À l'époque, il avait une relation avec Dolores Villarino, à qui il dédicace le livre. Une fois à Viana il entre en conflit avec la direction du centre à cause de la réalisation d'activités qui ne plaisaient pas au régime. Il est donc expulsé, et en raison de l'intervention de Manuel García Garrido, recteur de l'Université de Saint-Jacques-de-Compostelle, il a été interdit d'exercice de l'enseignement dans l'ensemble de la Galice.
En novembre il se rend à Bilbao pour occuper un poste de professeur qui lui a été proposé par le biais d'un ami. En arrivant il apprend que la place est libre parce que celle qui l'occupait, nièce de Joaquín Satrústegui, venait d'être expulsée pour des raisons politiques. Tout le conseil du collège était en conflit avec le directeur du centre. Son contrat terminé, il ne fut pas renouvelé.

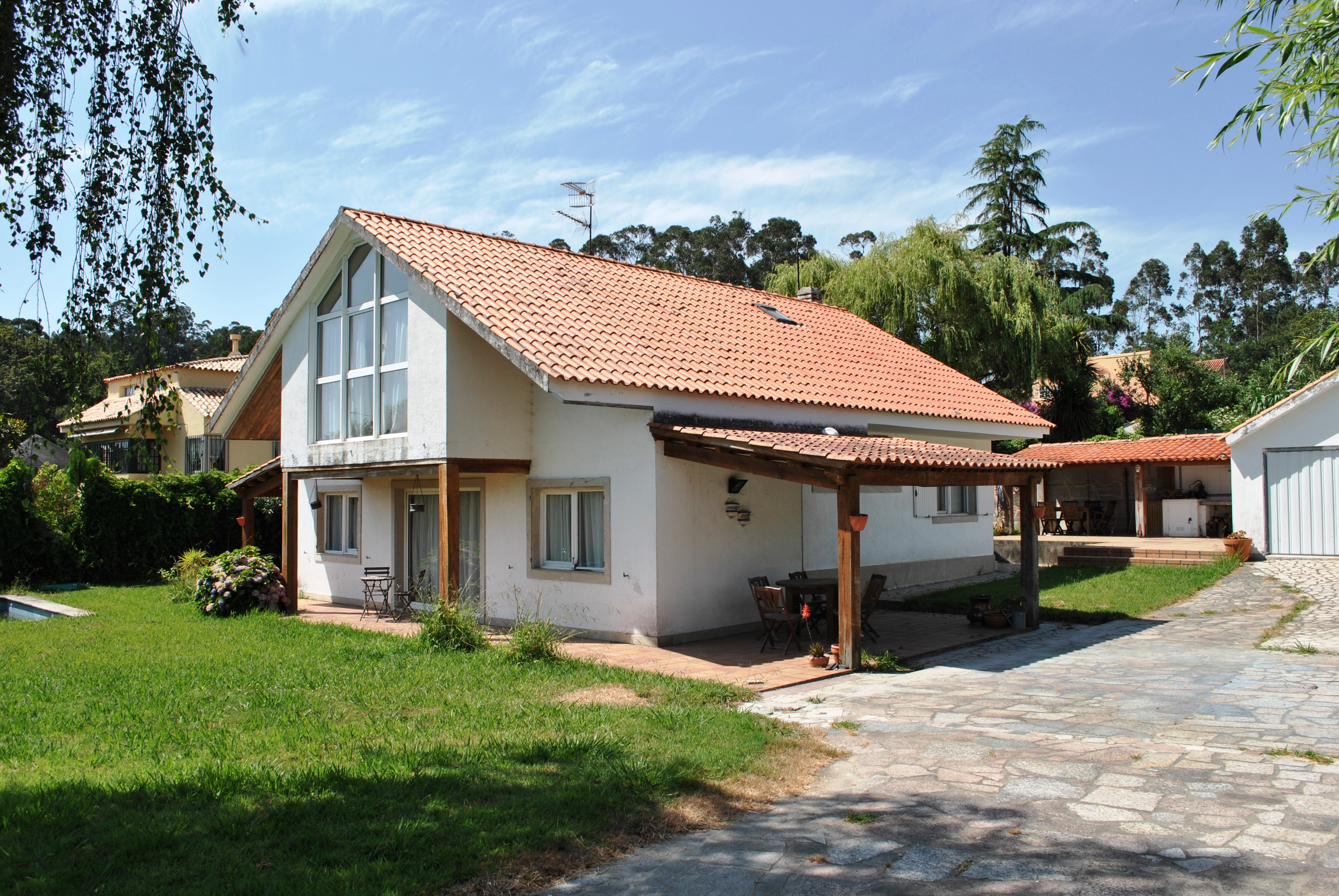
La maison de Casares à Nigrán.

Il a travaillé sur la commande de Ramón Piñeiro pour une édition critique de Aires da miña terra de Curros Enríquez.  En septembre 1971, alors qu'il allait lui porter l'édition terminée, il rencontre dans le train de Ourense à Saint-Jacques Karin Anna Kristina Berg Casares (1948-2012)), une jeune fille de Halmstad, Suède. Il se marièrent la même année. Carlos a ainsi visité fréquemment la Suède, un pays avec une société ouverte, démocratique et avancée, où sont nés leurs enfants Hakan (1974) et Christian (1976).
En 1974, il se présente au concours, et obtient une place de professeur de Langue et Littérature espagnole au lycée de Cangas. Mais peu de temps après il est sanctionné en même temps que Xosé Luis Méndez Ferrín, Jésus Alonso Montero et Francisco Rodríguez Sánchez.
Un an après, il remporte le prix Galaxia, qui commémore le 25e anniversaire de la maison d'édition, avec Xoguetes para un tempo prohibido, le roman où il fait un portrait de sa génération. Le concours lui a permis d'être reconnu comme l'une des voix émergentes les plus renouvelantes et significatives du roman galicien. Ceci, avec les études menées sur Otero Pedrayo, Vicente Risco ou Curros, a débouché sur son entrée a l'Académie royale galicienne sur la proposition de Domingo García-Sabell Rivas, Ramón Piñeiro et Marino Dónega Rozas, le 27 mai 1978 (devenant le membre le plus jeune) avec le discours d'entrée Le désastre de 1898 et les écrivains galiciens répondu par Francisco Fernández del Riego. Il a occupé la chaire qui jusqu'en 1975 avait été de Jésus Ferro Couselo et à laquelle Víctor Fernández Freixanes a succédé à Casares en 2004.

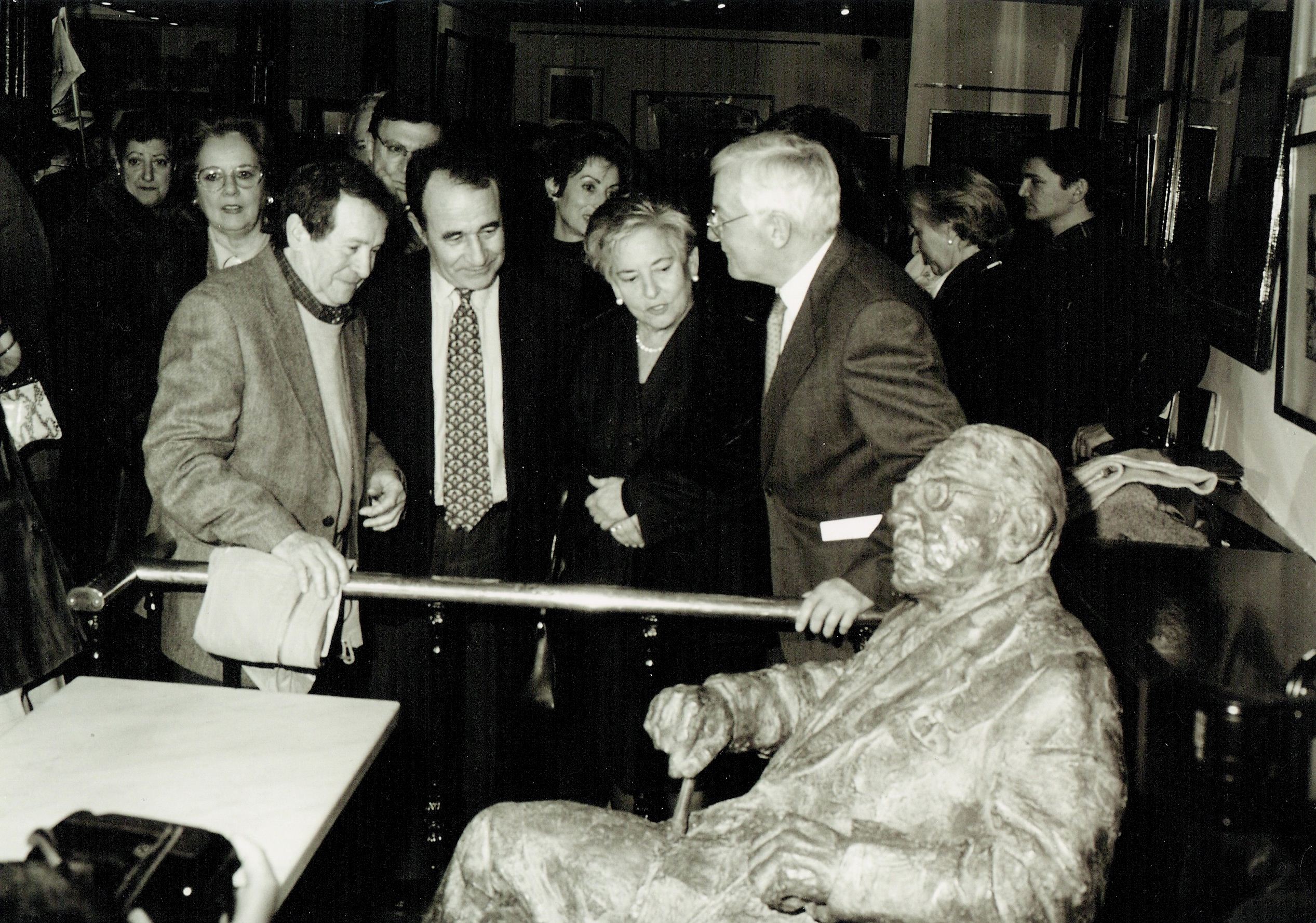
Casares (au centre) lors de la présentation d'une sculpture de Torrente Ballester.

En dépit de son travail en tant qu' essayiste, il n'a pas oublié le récit, et il a continué à éditer des œuvres avec un bon accueil de la part du public, comme Os escuros soños de Clio (1979); Ilustrísima (1980) et après avoir abandonné sa carrière politique Os mortos daquel verán (1987), Deus sentado nun sillón azul (1996) et O sol do verán (2002).
Casares a participé à la politique galicienne durant les années de la transition et le début de la démocratie. Il a été l'un des 21 signataires du manifeste Realidade Galega, né avec l'objectif d'obtenir un Statut d'autonomie galicien en même temps que la Catalogne et le Statut d'autonomie du Pays basque en 1979. Cela le place, avec son collègue et ami Ramón Piñeiro, en première ligne de la politique galicienne de l'époque, qui les a conduit tous deux à participer aux Élections du 20 octobre en tant qu'indépendants sur les listes du PSOE et à être membres du premier parlement de Galice en 1981. Il faut souligner l'effort que les deux intellectuels ont fourni pour la rédaction et l'adoption de la Loi de normalisation linguistique en 1983 et la création du Conseil de la Culture Galicienne,  la même année. Cependant, l'activité politique ne convainquant pas tout à fait Casares, il ne se représentera pas, quatre ans plus tard, aux élections, et se concentrera à nouveau sur le travail culturel, venant à présider le Conseil de la Culture Galicienne (1996-2002), et à diriger la maison d'édition Galaxia (1986-2002) et le magazine Grial.

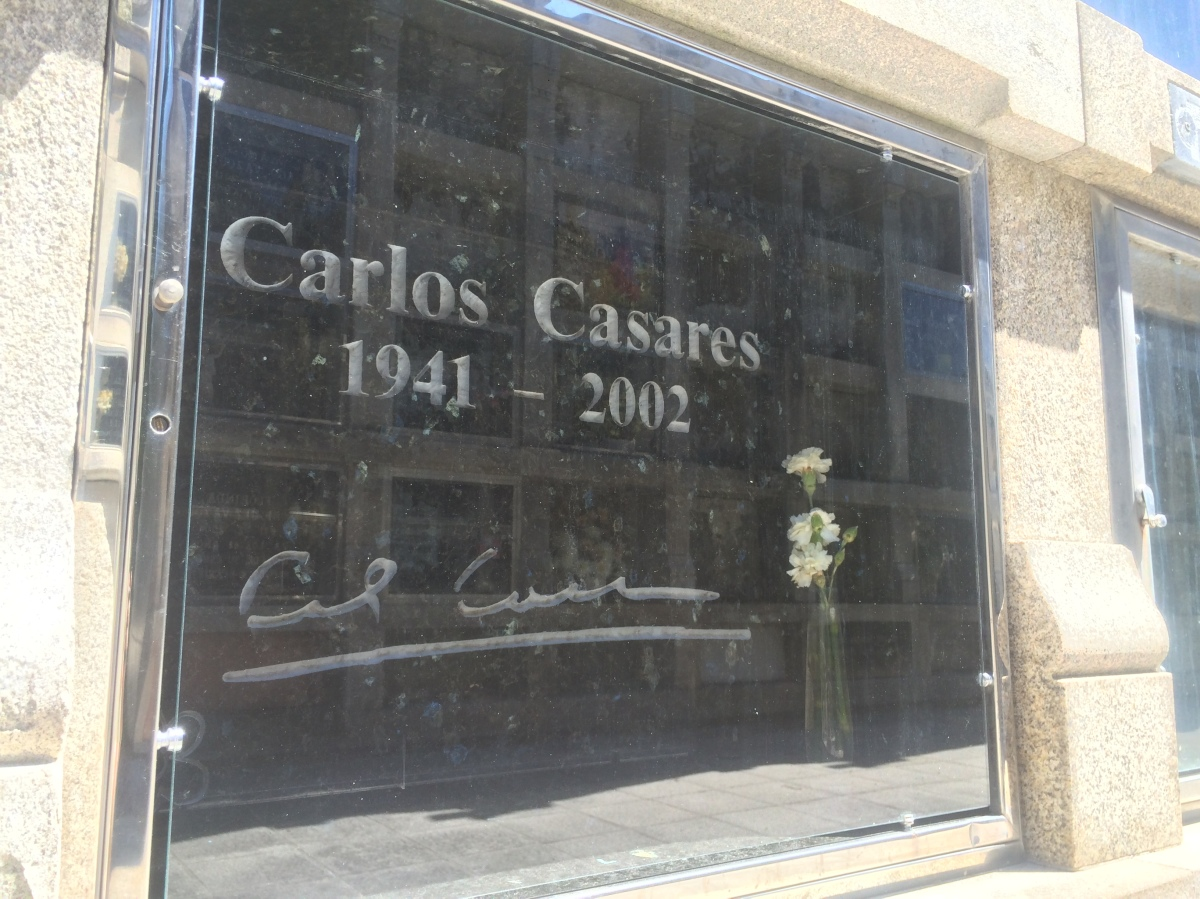
Carlos Casares 1941 - 2002.

Déjà dans les années 1990, il se consacre à voyager à travers le monde en participant à de multiples conférences et réunions, tels que les Congrès de PEN International à Maastricht, Toronto et Saint-Jacques de Compostelle (car il était le président du PEN Club de la Galice, de 1996 à 1999) ou le Literarisches Kolloquium à Berlin. Il a également donné des cours de galicien dans des villes comme New York.
La nuit du 8 au 9 mars 2002, à sa maison dans la paroisse d'A Ramallosa, commune de Nigrán, souffrant d'une crise cardiaque, il est ransféré au service des urgences de l'hôpital Général de Vigo et de là à l'hôpital de Meixoeiro, où il est décédé. Il a été enterré au cimetière de San Fiz de Nigrán, la municipalité où il résidait depuis plus de vingt ans.

## Œuvre
Toutes les œuvres de Casares sont très travaillées techniquement, et écrites dans un langage qui a l'intention d'atteindre le plus grand nombre de lecteurs.

### Publications périodiques
Il a collaboré avec de nombreux magazines et journaux, parmi eux Grial, le magazine qu'il a dirigé de 1989 à 2002, année de sa mort. Casares a également publié dans des journaux comme La Región (depuis 1968), El País et La Voz de Galicia. À ce dernier il a été connecté toute sa vie, publiant dans différentes sections. Ainsi, entre 1975 et 1992, il a écrit Ledicia de ler, section où il aborda les nouveautés éditoriales en Galice, avec une périodicité presque hebdomadaire. Une autre de ses publications a été Á Marxe, un recueil d'anecdotes qui, avec une périodicité irrégulière pendant les premières années, a été quotidienne de juin 1992 jusqu'au jour même de son décès.

### Récit
- Vento ferido (1967, Galaxia). De brèves récits sur la violence et le fatalisme[17].
- Cambio en tres (1969, collection Illa Nova, Galaxia)[17].
- Xoguetes pra un tempo prohibido (1975, Galaxia)[18].
- Os escuros soños de Clio (1979, Edicións do Cerne). Traduit dans plusieurs langues[19].
- Ilustrísima (1980, Galaxia)[20].
- Os mortos daquel verán (1987, Galaxia)
- Deus sentado nun sillón azul (1996, Galaxia).
- O sol do verán (2002, Galaxia)[21].

### Essai
En tant que biographe et essayiste il a légué plusieurs ouvrages sur la vie et l'œuvre de Manuel Curros Enríquez, Vicente Risco, Ramón Otero Pedrayo, Anxel Fole, Francisca Herrera Garrido, Fermin Bouza-Brey, Ramón Piñeiro, Juan de la Coba et le Padre Sarmiento; ainsi qu'une contribution à la présence d'Ernest Hemingway en Galice e de Galice dans l'œuvre de l'écrivain américain, Hemingway en Galice (1999).
L'humour, la simplicité et la clarté dans le traitement des sujets qui touchent le monde d'aujourd'hui constituent les marques les plus caractéristiques de son style narratif et ensayiste.

### Littérature pour enfants
- A galiña axul (1968, collection Tartaruga de Galaxia)[22],[23].
- As laranxas máis laranxas de tódalas laranxas, travail théâtral, illustré par Luis Seoane (1973, Galaxia)
- O can Rin e o lobo Crispin (1983)[24]
- Este é Toribio (1991, Galaxia)
- Toribio contra o profesor Smith (1991, Galaxy)
- Toribio e o contador de contos (1991, Galaxia)
- Toribio ten unha idea (1992, Galaxia)
- Toribio revoluciona o tráfico (1994, Galaxia)
- O galo de Antioquía (1994, dans la collection Contos do Castromil)[25].
- Lolo anda en bicicleta (1996, Galaxia)
- Un polbo xigante (2000, Galaxia), avec des illustrations de Enjamio

### Traductions
Casares a traduit ses propres livres en castillan, et il a traduit en galicien plusieurs auteurs, entre autres :
- Le petit prince (O principiño) (1972) du français Antoine de Saint-Exupéry
- Os escaravellos voan á tardiña (1989), de la suédoise Maria Gripe
- Le vieil homme et la mer  (O vello e o mar)(1998) d'Ernest Hemingway
- Doménica (1999) et A bela Otero (2000), de Gonzalo Torrente Ballester

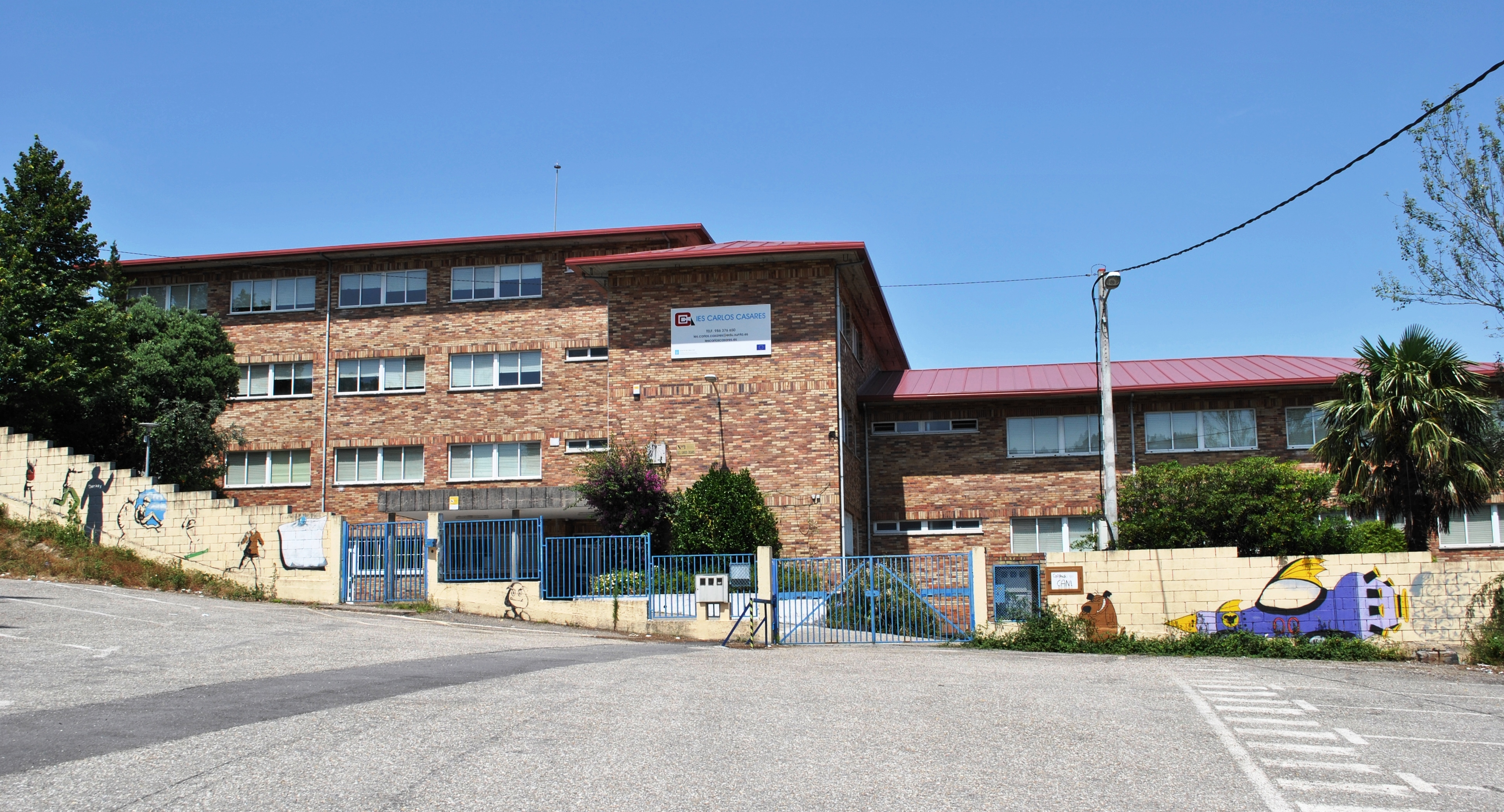
Lycée Carlos Casares de Vigo.

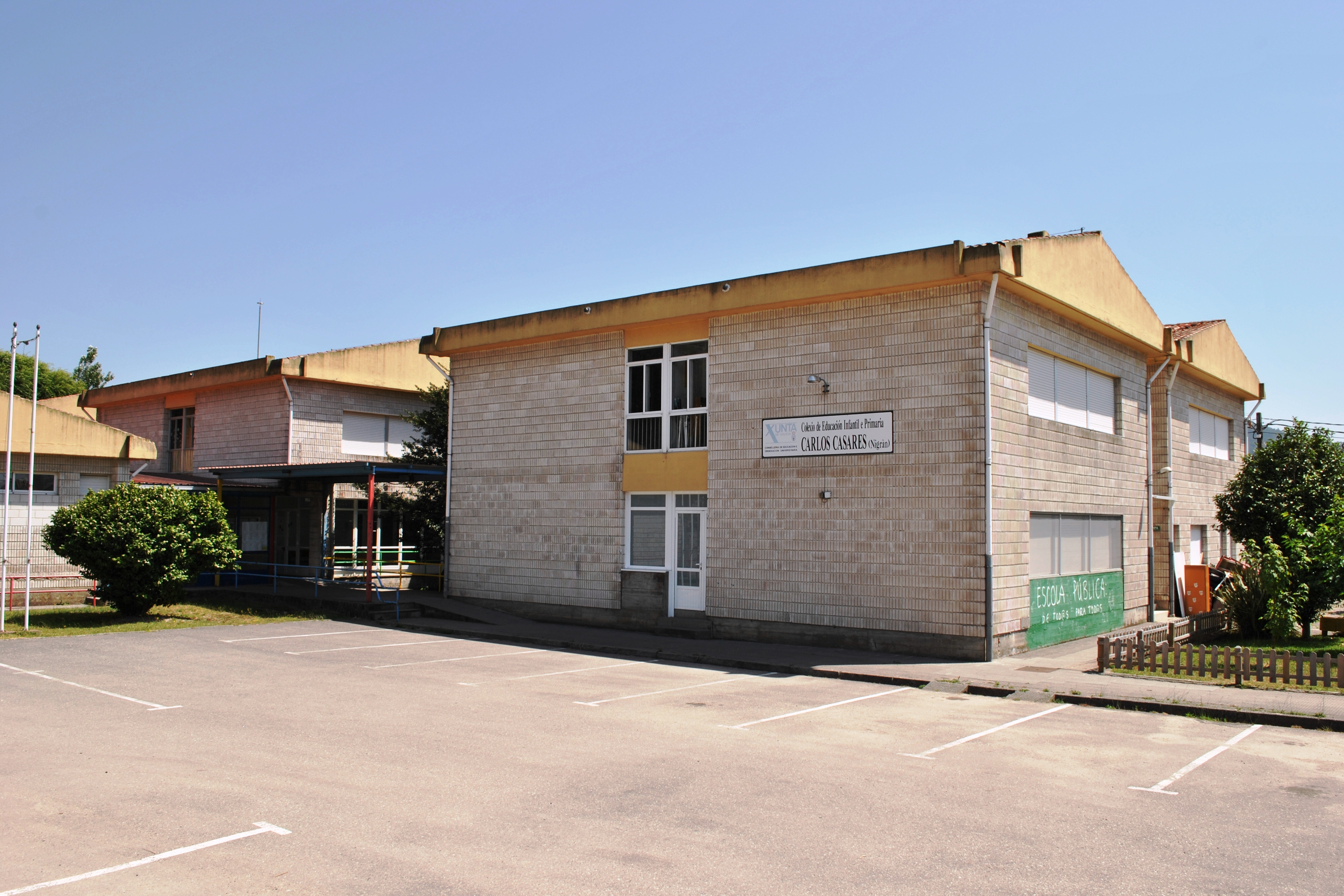
Collège Carlos Casares de Nigrán.